# Bemino
Bemino, aussi appelé John Killbuck Sr. par les colons blancs, était un célèbre médecin et chef de guerre des Shawnees et Lenapes pendant la guerre de la Conquête (1754-1763). Il était un fils de Netawatwees, à une époque chef principal des Lenapes, et son propre fils était Gelelemend (John Killbuck Jr.), un chef lenape pendant la guerre d'indépendance américaine. Bemino vivait avec son peuple dans ce qui est maintenant l'est de l'Ohio, mais était principalement actif dans le bassin versant supérieur de la rivière Potomac, dans ce qui est maintenant le Panhandle oriental de la Virginie-Occidentale.

## Biographie

### Premières années
Dans la hiérarchie des Lenapes, la position de la phratrie (clan) de Bemino n'est pas claire, mais il était membre de la phratrie « de la tortue » ou « de la pintade ». Il est peut-être né ou a grandi dans ce qui est maintenant l'est de l'Ohio où son père, un sous-chef lenape nommé Netawatwees, avait été forcé de quitter la vallée du Delaware à cause de la pression démographique des colons blancs. En tous les cas, dans les années 1740 et 1750, Bemino connaissait bien toutes les familles de colons de la vallée de la rivière Potomac South Branch, dans ce qui est maintenant le Panhandle oriental de la Virginie-Occidentale. 
Cette rivière et cette région étaient connues à l'époque des Amérindiens et des Blancs sous le nom amérindien de Wappocomo.
Le rapport entre Bemino et les Blancs nouvellement établis était assez franc pour que, peu de temps avant le déclenchement de l'affrontement franco-britannique (1754), l'un d'eux — M. Peter Casey — engagea Bemino pour chasser et récupérer un « nègre en fuite » (ou, selon un autre récit, un « serviteur irlandais » fugitif). Cependant, en essayant de récupérer son paiement, il se disputa avec Casey, qui le frappa au sol avec une canne. Bemino en a longtemps gardé rancune et, tout au long des hostilités qui ont suivi, tenta sans succès de trouver une occasion de tuer Casey.
Parfois, Bemino vivait parmi certaines familles anglaises, une situation qui lui permettait de se familiariser avec leurs habitudes et d'évaluer leurs ressources — connaissances qui se sont avérées plus tard inestimables lorsqu'il s'est allié avec les Français en tant que chef de bandes de guerriers en maraude dans la région.

### Guerre de la Conquête
Après le déclenchement des hostilités à la bataille de Jumonville Glen en Pennsylvanie (28 mai 1754), Bemino faisait partie de ces chefs amérindiens qui se rangeaient du côté des Français contre les Anglais. On dit que Bemino mena l'attaque dans une embuscade (la « bataille de la fosse ») des colons blancs près de Fort Pleasant, dans ce qui est maintenant le comté de Hardy en Virginie-Occidentale, en mars ou avril 1756. Un échange de tirs d'une ou deux heures fit sept morts parmi les colons anglophones (sur environ 18 présents) contre trois Amérindiens (sur 60 ou 70). À peu près au même moment, Bemino et un petit groupe appréhendèrent M. Vincent Williams, un colon britannique sur Patterson's Creek, à environ 15 km de l'autre côté de Patterson Creek Mountain depuis Fort Pleasant. Après l'avoir assiégé dans sa maison (et perdu 5 de leur groupe de 7), les Amérindiens réussirent à le tuer et découpèrent son corps, en suspendant quatre parties aux quatre coins de la cabane en rondins et en empalant sa tête sur un pieu à sa porte d'entrée. La maison, avec de nombreux ajouts, se trouve toujours près de Williamsport, dans l'actuel comté de Grant, ainsi que de l'ancien cimetière de la famille Williams à proximité.
Un engagement connu sous le nom de bataille du Grand Cacapon eut lieu le 18 avril 1756. Un certain nombre d'années après cet incident, Bemino décrit comment lui et une bande d'Amérindiens (probablement composée de Lenapes et de Shawnees) ont tué deux hommes près de Fort Edwards, non loin de la rivière Cacapon, dans l'actuel comté de Hampshire, en Virginie-Occidentale. Laissant délibérément une traînée de semoule de maïs, ils attendaient une embuscade le long d'un haut cours d'eau. Le capitaine royaliste John Mercer mena une bande de miliciens (entre 40 et 100, selon les sources) à sa poursuite. Lorsqu'ils passèrent devant les Amérindiens dissimulés, le piège fut jeté et les Amérindiens ouvrirent un feu croisé, tuant Mercer et 16 de ses hommes. Les survivants qui s'échappaient furent rapidement pourchassés et tués, Bemino affirmant que seuls six hommes se sont échappés,.
En 1756 ou 1757, Bemino s'approcha de Fort Cumberland, juste de l'autre côté du fleuve Potomac dans le Maryland, avec un grand contingent guerrier. Acceptant une négociation, le commandant de la garnison, le major Livingston, admit les chefs à l'intérieur des portes, mais au lieu de parler, il les fit emprisonner et, supposant que la rencontre était une ruse, les humilia (peut-être en les habillant de vêtements de femmes) avant de les expulser du fort.
Bemino et ses guerriers lenapes et shawnees attaquèrent ensuite les palissades des colons britanniques à Fort Upper Tract et Fort Seybert (sur la fourche sud de la branche sud dans l'actuel comté de Pendleton) les 27 et 28 avril 1758, respectivement. Fort Seybert (à environ 20 km au nord-est de l'actuelle ville de Franklin) était alors occupé par une trentaine de personnes, dont trois seulement étaient des hommes adultes. Après la reddition des défenseurs, les Amérindiens n'ont épargné que onze vies blanches.

### Dernières années
Des années plus tard, les fils de Peter Casey et de Vincent Williams Jr. rendirent visite au vieux Bemino dans la vallée de l'Ohio. À ce moment-là, il était assez faible et complètement aveugle. En entendant le nom du colonel Vincent Williams, sa seule réponse fut « votre père était un guerrier courageux ». En apprenant que l'autre visiteur, Benjamin Casey, était le fils de Peter Casey, il a répondu : « votre père me doit huit shillings ; les paierez-vous ? » Au cours de cette visite, Bemino leur raconta de nombreux détails sur ses exploits qui, autrement, auraient été perdus à jamais faute de témoins oculaires survivants.

## Héritage
- Malgré l'amère animosité entre Bemino et les colons blancs et les fonctionnaires, deux endroits de l'Ohio continuent de porter son nom (anglicisé) : la ville de Killbuck et le ruisseau connu sous le nom de Killbuck Creek.